# Rinka Watanabe
Rinka Watanabe (en japonés: 渡辺倫果, Watanabe Rinka; Chiba, 19 de julio de 2002) es una deportista japonesa que compite en patinaje artístico, en la modalidad individual. Ganó una medalla de bronce en el Campeonato de los Cuatro Continentes de Patinaje Artístico sobre Hielo de 2024.

## Palmarés internacional
| Campeonato de los Cuatro Continentes | Campeonato de los Cuatro Continentes | Campeonato de los Cuatro Continentes | Campeonato de los Cuatro Continentes |
| Año                                  | Lugar                                | Medalla                              | Categoría                            |
| ------------------------------------ | ------------------------------------ | ------------------------------------ | ------------------------------------ |
| 2024                                 | Shanghái (China)                     | Medalla de bronce                    | Individual                           |